# Будаєвський Павло Олегович
Павло́ Оле́гович Будає́вський — ветеран Збройних сил України, спортсмен-плавець, кавалер ордена «За заслуги».

## З життєпису
Народився у Полтаві в родині військовослужбовців.
До басейну пішов раніше, аніж до школи. З 1995 по 2006 навчався у КЗ «Полтавська ДЮСШ № 3 з плавання» у тренера Василя Яценка. Став кандидатом у майстри спорту, був одним із кращих плавців Полтавщини.
Після закінчення 11-го класу обрав професію військового.
На фронті з 2014 року. Потрапив в засідку під Іловайськом, зазнав кульового вогнепального поранення. Після 2-х місяців реабілітації звільнився з лав Збройних сил України. З 2015 року розпочав тренерську роботу.
Учасник «Ігор Нескорених-2017» у складі збірної України.
На змаганнях у плаванні він додав в скарбничку збірної України чотири золоті медалі — був найшвидшим у кожному із запливів, у яких брав участь: 50 та 100 метрів вільним стилем, 50 метрів на спині й 50 метрів брасом. Готував до змагань Валерій Димо.